# Brave Heart (Megumi Hayashibara)
Brave Heart è un brano musicale di Megumi Hayashibara, scritto da Ota Michihico e dalla stessa Hayashibara, e pubblicato come singolo il 21 dicembre 2001 dalla Starchild Records. Il brano è stato incluso nell'album della Hayashibara feel well. Il singolo raggiunse l'undicesima posizione della classifica settimanale Oricon, e rimase in classifica per sette settimane, vendendo 63 800 copie. Brave Heart è stato utilizzato come Insert song della serie televisiva anime Shaman King.

## Tracce
CD singolo KICM-3021
1. brave heart - 4:14
2. Kira Mekukera (きらめくかけら; Fragment That Glitter) - 4:43
3. brave heart (Moonlit Version) - 4:25
4. brave heart (Off Vocal Version) - 4:14
5. Kira Mekukera (Off Vocal Version) - 4:43
6. brave heart (Moonlit Version Off Vocal Version) - 4:25

Durata totale: 26:46

## Classifiche
| Classifica (2001)                        | Posizione più alta |
| ---------------------------------------- | ------------------ |
| Giappone (Classifica settimanale Oricon) | 11                 |